# Quiet (John Scofield)
Quiet è un album in studio di John Scofield del 1996. Il disco, uno dei pochi in cui Scofield suona esclusivamente la chitarra acustica, si avvale della presenza di altri musicisti jazz come Steve Swallow e Bill Stewart.

## Formazione
- John Scofield – chitarra acustica
- Wayne Shorter – sassofono tenore
- Steve Swallow – basso
- Duduka Da Fonseca – percussioni
- Bill Stewart – percussioni
- Randy Brecker – flicorno soprano
- John Clark – corno
- Fred Griffen – corno
- Howard Johnson – tuba, sassofono baritono
- Lawrence Feldman – flauto, flauto contralto, sassofono tenore
- Charles Pillow – flauto contralto, corno inglese, sassofono tenore
- Roger Rosenberg – clarinetto basso

## Tracce
1. After the Fact – 5:26
2. Tulle – 5:00
3. Away with Words – 6:49
4. Hold That Thought – 6:23
5. Door #3 – 5:48
6. Bedside Manner – 6:46
7. Rolf and the Gang – 5:23
8. But for Love – 5:37
9. Away (Steve Swallow) – 3:34